# فين باكر
فين باكر (بالنرويجية البوكمول: Finn Backer)‏ هو قاضي نرويجي، ولد في 6 يوليو 1927 في أوسلو في النرويج، وتوفي في 9 يونيو 2015.